# Bernard Darniche
Bernard Darniche (Cenon, 28 maart 1942) is een Frans voormalig rallyrijder.

## Carrière

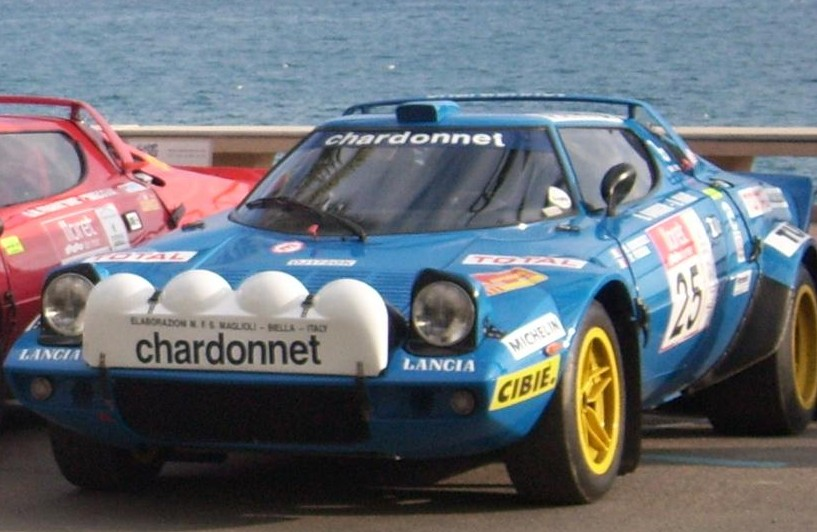
Een ex-Darniche Lancia Stratos

Bernard Darniche debuteerde in 1967 in de rallysport. Vroeg in de jaren zeventig werd hij fabrieksrijder bij de Alpine-Renault combinatie, en droeg bij aan de constructeurstitel die het merk in het inaugurele seizoen van het Wereldkampioenschap rally in 1973 behaalde. Datzelfde jaar won hij ook zijn eerste WK-rally in Marokko. Darniche profileerde zich gedurende de jaren zeventig echter als een specialist op asfalt en won in de periode tussen 1975 en 1981 vijf keer de Rally van Corsica (na deze al eerder in 1970 te hebben gewonnen); een record die hij uiteindelijk zou delen met voormalig wereldkampioen Didier Auriol. In het seizoen 1979 won hij tevens de Rally van Monte Carlo, dit na een intense seconden strijd met Ford-rijder Björn Waldegård, die op de laatste klassementsproef werd beslist in het voordeel van de Fransman. Darniche reed voor de fabrieksinschrijvingen van Fiat en Lancia, maar bleef in gespecialiseerde evenementen ook competitief in privé-materiaal ingeschreven door het Franse Team Chardonnet, wat zijn hoogtepunt bereikte met Darniche's overwinning in Corsica 1981 met een inmiddels gedateerde Lancia Stratos. Hij had een meer sporadische carrière in het WK in de jaren tachtig, waarin hij nog tot en met het seizoen 1987 actief was. Darniche is overigens een drievoudig Frans rallykampioen (in 1972, 1976 en 1978) en won ook twee keer de Europese titel (in 1976 en 1977).
Darniche won in 1979 in Monte Carlo; een rally waarin hij nog steeds een record behoud door het behalen van de meeste klassementsproef overwinningen op de Col de Turini wanneer die verreden wordt in het donker, in het Engels bekend als de "Night of the Long Knives", die hij namelijk tien keer op zijn naam schreef.
Ook heeft Darniche meerdere keren deelgenomen aan de 24 uur van Le Mans en de Dakar-rally. In latere jaren bekleedde hij een rol binnen de Fédération française du sport automobile (FFSA), de Franse motorsport federatie. Tegenwoordig is hij voorzitter van de Vereniging van groene auto's (AVE), en leidt nu in de laatste paar jaar in samenwerking met de EDF voorlichting campagnes voor de overheid en de grote Franse industriële groepen in het voordeel van alternatieve brandstoffen voor wegvoertuigen. In 2012 won Darniche met een elektrisch aangedreven Opel Ampera de Rally van Monte Carlo in de categorie voor auto's die gebruikmaken van alternatieve energie.

## Complete resultaten in het Wereldkampioenschap rally
| Gedetailleerde resultaten | Gedetailleerde resultaten              | Gedetailleerde resultaten | Gedetailleerde resultaten | Gedetailleerde resultaten | Gedetailleerde resultaten | Gedetailleerde resultaten | Gedetailleerde resultaten | Gedetailleerde resultaten | Gedetailleerde resultaten |
| Seizoen                   | Rally                                  | Navigator                 | Nr.                       | Inschrijving              | Auto                      | Gr.                       | Pos.                      | Punten                    | Pos. in WK                |
| ------------------------- | -------------------------------------- | ------------------------- | ------------------------- | ------------------------- | ------------------------- | ------------------------- | ------------------------- | ------------------------- | ------------------------- |
| 1973                      | 42ème Rallye Automobile de Monte Carlo | Alain Mahé                | 1                         | Alpine Renault Elf        | Alpine-Renault A110 1800  | 4                         | 10                        | -                         | -                         |
| 1973                      | 24th International Swedish Rally       | Alain Mahé                | 21                        | Alpine Renault Elf        | Renault 12 Gordini        | 1/2                       | NF                        | -                         | -                         |
| 1973                      | 7º TAP Rallye de Portugal              | Alain Mahé                | 3                         | Alpine Renault Elf        | Alpine-Renault A110 1800  | 4                         | NF                        | -                         | -                         |
| 1973                      | 16ème Rallye du Maroc                  | Alain Mahé                | 1                         | Alpine Renault Elf        | Alpine-Renault A110 1800  | 4                         | 1                         | -                         | -                         |
| 1973                      | 21st Acropolis Rally                   | Alain Mahé                | 10                        | Alpine Renault Elf        | Alpine-Renault A110 1800  | 4                         | NF                        | -                         | -                         |
| 1973                      | 44. Österreichische Alpenfahrt         | Alain Mahé                | 2                         | Alpine Renault Elf        | Alpine-Renault A110 1800  | 4                         | 2                         | -                         | -                         |
| 1973                      | 15º Rallye Sanremo                     | Alain Mahé                | 5                         | Alpine Renault Elf        | Alpine-Renault A110 1800  | 4                         | NF                        | -                         | -                         |
| 1973                      | 17ème Tour de Corse                    | Alain Mahé                | 3                         | Alpine Renault Elf        | Alpine-Renault A110 1800  | 4                         | NF                        | -                         | -                         |
| 1974                      | 22nd Safari Rally                      | Alain Mahé                | 2                         | Alpine Renault Elf        | Alpine-Renault A110 1800  | 4                         | NF                        | -                         | -                         |
| 1974                      | 26th Press-on-Regardless Rally         | Alain Mahé                | 4                         | Alpine Renault Elf        | Renault 17 Gordini        | 2                         | 6                         | -                         | -                         |
| 1974                      | 18ème Tour de Corse                    | Alain Mahé                | 8                         | Fiat S.p.A.               | Fiat Abarth 124 Rallye    | 4                         | NF                        | -                         | -                         |
| 1975                      | 43ème Rallye Automobile de Monte-Carlo | Alain Mahé                | 6                         | Fiat S.p.A.               | Fiat Abarth 124 Rallye    | 4                         | NF                        | -                         | -                         |
| 1975                      | 18ème Rallye du Maroc                  | Alain Mahé                | 3                         | Fiat S.p.A.               | Fiat Abarth 124 Rallye    | 4                         | NF                        | -                         | -                         |
| 1975                      | 19ème Tour de Corse                    | Alain Mahé                | 6                         | Lancia Chardonnet         | Lancia Stratos HF         | 4                         | 1                         | -                         | -                         |
| 1976                      | 44ème Rallye Automobile de Monte-Carlo | Alain Mahé                | 12                        | Lancia Alitalia           | Lancia Stratos HF         | 4                         | 3                         | -                         | -                         |
| 1976                      | 20ème Tour de Corse                    | Alain Mahé                | 5                         | Lancia Alitalia           | Lancia Stratos HF         | 4                         | 2                         | -                         | -                         |
| 1977                      | 45ème Rallye Automobile de Monte-Carlo | Alain Mahé                | 8                         | Lancia Alitalia           | Lancia Stratos HF         | 4                         | NF                        | -                         | -                         |
| 1977                      | 21ème Tour de Corse                    | Alain Mahé                | 5                         | Fiat S.p.A.               | Fiat 131 Abarth           | 4                         | 1                         | -                         | -                         |
| 1978                      | 46ème Rallye Automobile de Monte-Carlo | Alain Mahé                | 8                         | Fiat Alitalia             | Fiat 131 Abarth           | 4                         | 5                         | -                         | -                         |
| 1978                      | 12º Rallye de Portugal Vinho do Porto  | Alain Mahé                | 3                         | Team Chardonnet           | Lancia Stratos HF         | 4                         | NF                        | -                         | -                         |
| 1978                      | 22ème Tour de Corse                    | Alain Mahé                | 1                         | Fiat Alitalia             | Fiat 131 Abarth           | 4                         | 1                         | -                         | -                         |
| 1979                      | 47ème Rallye Automobile de Monte-Carlo | Alain Mahé                | 4                         | Team Chardonnet           | Lancia Stratos HF         | 4                         | 1                         | 40                        | 6                         |
| 1979                      | 13º Rallye de Portugal Vinho do Porto  | Alain Mahé                | 2                         | Team Chardonnet           | Lancia Stratos HF         | 4                         | NF                        | 40                        | 6                         |
| 1979                      | 26th Acropolis Rally                   | Alain Mahé                | 2                         | Team Chardonnet           | Lancia Stratos HF         | 4                         | NF                        | 40                        | 6                         |
| 1979                      | 23ème Tour de Corse - Rallye de France | Alain Mahé                | 1                         | Team Chardonnet           | Lancia Stratos HF         | 4                         | 1                         | 40                        | 6                         |
| 1980                      | 48ème Rallye Automobile de Monte-Carlo | Alain Mahé                | 4                         | Team Chardonnet           | Lancia Stratos HF         | 4                         | 2                         | 15                        | 16                        |
| 1980                      | 14º Rallye de Portugal Vinho do Porto  | Alain Mahé                | 3                         | Team Chardonnet           | Lancia Stratos HF         | 4                         | NF                        | 15                        | 16                        |
| 1980                      | 27th Acropolis Rally                   | Alain Mahé                | 2                         | Team Chardonnet           | Lancia Stratos HF         | 4                         | NF                        | 15                        | 16                        |
| 1980                      | 24ème Tour de Corse - Rallye de France | Alain Mahé                | 5                         | Fiat Italia               | Fiat 131 Abarth           | 4                         | NF                        | 15                        | 16                        |
| 1981                      | 49ème Rallye Automobile de Monte-Carlo | Alain Mahé                | 4                         | Team Chardonnet           | Lancia Stratos HF         | 4                         | 6                         | 26                        | 12                        |
| 1981                      | 25ème Tour de Corse - Rallye de France | Alain Mahé                | 10                        | Team Chardonnet           | Lancia Stratos HF         | 4                         | 1                         | 26                        | 12                        |
| 1982                      | 26ème Tour de Corse - Rallye de France | Alain Mahé                | 10                        | BMW France                | BMW M1                    | 4                         | NF                        | 0                         | -                         |
| 1983                      | 25º Rallye Sanremo                     | Alain Mahé                | 11                        | Audi Sport                | Audi quattro A2           | B                         | 9                         | 2                         | 49                        |
| 1984                      | 52ème Rallye Automobile de Monte-Carlo | Alain Mahé                | 10                        | Yacco S.A.                | Audi 80 quattro           | A                         | 7                         | 4                         | 36                        |
| 1984                      | 28ème Tour de Corse - Rallye de France | Alain Mahé                | 8                         | Yacco S.A.                | Audi quattro A2           | B                         | NF                        | 4                         | 36                        |
| 1985                      | 29ème Tour de Corse - Rallye de France | Alain Mahé                | 14                        | Team Gauloises Blondes    | Peugeot 205 Turbo 16      | B                         | NF                        | 0                         | -                         |
| 1987                      | 55ème Rallye Automobile de Monte-Carlo | Alain Mahé                | 20                        | Bernard Darniche          | Mercedes 190E 2.3 16V     | A                         | NF                        | 0                         | -                         |
| 1987                      | 31ème Tour de Corse - Rallye de France | Alain Mahé                | 12                        | Bernard Darniche          | Mercedes 190E 2.3 16V     | A                         | NF                        | 0                         | -                         |

| Seizoen | Inschrijving           | Auto                     | 1      | 2      | 3      | 4   | 5      | 6      | 7   | 8      | 9     | 10     | 11  | 12  | 13     | Pos. | Punten |
| ------- | ---------------------- | ------------------------ | ------ | ------ | ------ | --- | ------ | ------ | --- | ------ | ----- | ------ | --- | --- | ------ | ---- | ------ |
| 1973    | Alpine Renault Elf     | Alpine-Renault A110 1800 | MON 10 |        | POR NF | KEN | MAR 1  | GRI NF | POL | FIN    | OOS 2 | ITA NF | VST | GBR | FRA NF | -    | -      |
| 1973    | Alpine Renault Elf     | Renault 12 Gordini       |        | ZWE NF |        |     |        |        |     |        |       |        |     |     |        | -    | -      |
| 1974    | Alpine Renault Elf     | Alpine-Renault A110 1800 | POR    | KEN NF | FIN    | ITA | CAN    |        |     |        |       |        |     |     |        | -    | -      |
| 1974    | Alpine Renault Elf     | Renault 17 Gordini       |        |        |        |     |        | VST 6  | GBR |        |       |        |     |     |        | -    | -      |
| 1974    | Fiat S.p.A.            | Fiat Abarth 124 Rallye   |        |        |        |     |        |        |     | FRA NF |       |        |     |     |        | -    | -      |
| 1975    | Fiat S.p.A.            | Fiat Abarth 124 Rallye   | MON NF | ZWE    | KEN    | GRI | MAR NF | POR    | FIN | ITA    |       |        |     |     |        | -    | -      |
| 1975    | Lancia Chardonnet      | Lancia Stratos HF        |        |        |        |     |        |        |     |        | FRA 1 | GBR    |     |     |        | -    | -      |
| 1976    | Lancia Alitalia        | Lancia Stratos HF        | MON 3  | ZWE    | POR    | KEN | GRI    | MAR    | FIN | ITA    | FRA 2 | GBR    |     |     |        | -    | -      |
| 1977    | Lancia Alitalia        | Lancia Stratos HF        | MON NF | ZWE    | POR    | KEN | NZL    | GRI    | FIN | CAN    | ITA   |        |     |     |        | -    | -      |
| 1977    | Fiat S.p.A.            | Fiat 131 Abarth          |        |        |        |     |        |        |     |        |       | FRA 1  | GBR |     |        | -    | -      |
| 1978    | Fiat Alitalia          | Fiat 131 Abarth          | MON 5  | ZWE    |        |     |        |        |     |        |       | FRA 1  | GBR |     |        | -    | -      |
| 1978    | Team Chardonnet        | Lancia Stratos HF        |        |        | POR NF | KEN | GRI    | FIN    | CAN | ITA    | IVK   |        |     |     |        | -    | -      |
| 1979    | Team Chardonnet        | Lancia Stratos HF        | MON 1  | ZWE    | POR NF | KEN | GRI NF | NZL    | FIN | ITA    | CAN   | FRA 1  | GBR | IVK |        | 6    | 40     |
| 1980    | Team Chardonnet        | Lancia Stratos HF        | MON 2  | ZWE    | POR NF | KEN | GRI NF | ARG    | FIN | NZL    | ITA   |        |     |     |        | 16   | 15     |
| 1980    | Fiat Italia            | Fiat 131 Abarth          |        |        |        |     |        |        |     |        |       | FRA NF | GBR | IVK |        | 16   | 15     |
| 1981    | Team Chardonnet        | Lancia Stratos HF        | MON 6  | ZWE    | POR    | KEN | FRA 1  | GRI    | ARG | BRA    | FIN   | ITA    | IVK | GBR |        | 12   | 26     |
| 1982    | BMW France             | BMW M1                   | MON    | ZWE    | POR    | KEN | FRA NF | GRI    | NZL | BRA    | FIN   | ITA    | IVK | GBR |        | -    | 0      |
| 1983    | Audi Sport             | Audi quattro A2          | MON    | ZWE    | POR    | KEN | FRA    | GRI    | NZL | ARG    | FIN   | ITA 9  | IVK | GBR |        | 50   | 2      |
| 1984    | Yacco S.A.             | Audi 80 quattro          | MON 7  | ZWE    | POR    | KEN |        |        |     |        |       |        |     |     |        | 36   | 4      |
| 1984    | Yacco S.A.             | Audi quattro A2          |        |        |        |     | FRA NF | GRI    | NZL | ARG    | FIN   | ITA    | IVK | GBR |        | 36   | 4      |
| 1985    | Team Gauloises Blondes | Peugeot 205 Turbo 16     | MON    | ZWE    | POR    | KEN | FRA NF | GRI    | NZL | ARG    | FIN   | ITA    | IVK | GBR |        | -    | 0      |
| 1987    | Bernard Darniche       | Mercedes 190E 2.3 16V    | MON NF | ZWE    | POR    | KEN | FRA NF | GRI    | VST | NZL    | ARG   | FIN    | IVK | ITA | GBR    | -    | 0      |

##### Noot
- Het concept van het Wereldkampioenschap rally tussen 1973 en 1976, hield in dat er enkel een kampioenschap open stond voor constructeurs.
- In de seizoenen 1977 en 1978 werd de FIA Cup for Drivers georganiseerd. Hierin meegerekend alle WK-evenementen, plus tien evenementen buiten het WK om.

### Overwinningen
| Nr. | Seizoen | Rally                                  | Navigator  | Auto                     |
| --- | ------- | -------------------------------------- | ---------- | ------------------------ |
| 1   | 1973    | 16ème Rallye du Maroc                  | Alain Mahé | Alpine-Renault A110 1800 |
| 2   | 1975    | 19ème Tour de Corse - Rallye de France | Alain Mahé | Lancia Stratos HF        |
| 3   | 1977    | 21ème Tour de Corse - Rallye de France | Alain Mahé | Fiat 131 Abarth          |
| 4   | 1978    | 22ème Tour de Corse - Rallye de France | Alain Mahé | Fiat 131 Abarth          |
| 5   | 1979    | 47ème Rallye Automobile de Monte-Carlo | Alain Mahé | Lancia Stratos HF        |
| 6   | 1979    | 23ème Tour de Corse - Rallye de France | Alain Mahé | Lancia Stratos HF        |
| 7   | 1981    | 25ème Tour de Corse - Rallye de France | Alain Mahé | Lancia Stratos HF        |